# Mayo-Baléo
Ne doit pas être confondu avec Mayo-Darlé ou Mayo-Banyo.
Mayo-Baléo est une commune du Cameroun située dans la région de l'Adamaoua et le département de Faro-et-Déo. Elle est le chef-lieu de l'arrondissement de Mayo-Baléo.

## Population
Lors du recensement de 2005, la commune comptait 15 873 habitants, dont 3 507 pour la ville de Mayo-Baléo.

## Structure administrative de la commune
Outre Mayo-Baléo proprement dit, la commune comprend les villages suivants  :
- Almé
- Becti
- Dilecti
- Djalecti
- Djali
- Djamtari
- Djoumvoli
- Dodéo
- Gadjiwan
- Galti
- Ganati
- Gneti
- Gnibango
- Gourwalti
- Gourwati
- Guendoumin
- Guereng
- Kougoumti (Alme)
- Kougoumti (Mayo-Baléo)
- Lassoumti
- Mayako
- Mayo-Badji
- Mayo-Djaoulé
- Mayo-Kaoledji
- Oulti (Malti)
- Pawati
- Salassa
- Samlecti
- Sarki-Mata
- Tongo Sarki Yayï
- Trouatoumti
- Vogti (Vougourwati)